# Graniczna Placówka Kontrolna Świecko
Graniczna Placówka Kontrolna Świecko – zlikwidowany pododdział Wojsk Ochrony Pogranicza wykonujący kontrolę graniczną osób, towarów i środków transportu bezpośrednio w przejściach granicznych na granicy granicy z Niemiecką Republiką Demokratyczną/Republiką Federalną Niemiec.
Graniczna Placówka Kontrolna Straży Granicznej w Świecku – zlikwidowana graniczna jednostka organizacyjna Straży Granicznej wykonująca kontrolę graniczną osób, towarów i środków transportu bezpośrednio w przejściach granicznych na granicy z granicy państwowej z Republiką Federalną Niemiec.

## Formowanie i zmiany organizacyjne
Graniczna Placówka Kontrolna Świecko została utworzona w styczniu 1962 w strukturach 9 Lubuskiej Brygady WOP z chwilą ustanowienia przejścia granicznego Świecko-Frankfurt.
1 lipca 1965 WOP podporządkowano Ministerstwu Obrony Narodowej, Dowództwo WOP przeformowano na Szefostwo WOP z podległością Głównemu Inspektoratowi Obrony Terytorialnej. Do Ministerstwa Spraw Wewnętrznych odeszła cała kontrola ruchu granicznego oraz ochrona GPK. Tym samym naruszono jednolity system ochrony granicy państwowej. GPK Świecko weszła w podporządkowanie Wydziału Kontroli Ruchu Granicznego Komendy Wojewódzkiej Milicji Obywatelskiej, kontrolę graniczną wykonywali funkcjonariusze Milicji Obywatelskiej podlegli MSW.
1 października 1971 WOP został podporządkowany pod względem operacyjnym, a od 1 stycznia 1972 pod względem gospodarczym MSW. Do WOP powrócił cały pion kontroli ruchu granicznego wraz z przejściami. Przywrócono jednolity system ochrony granicy państwowej. GPK Świecko podlegała bezpośrednio pod sztab Lubskiej Brygady WOP w Krośnie Odrzańskim.

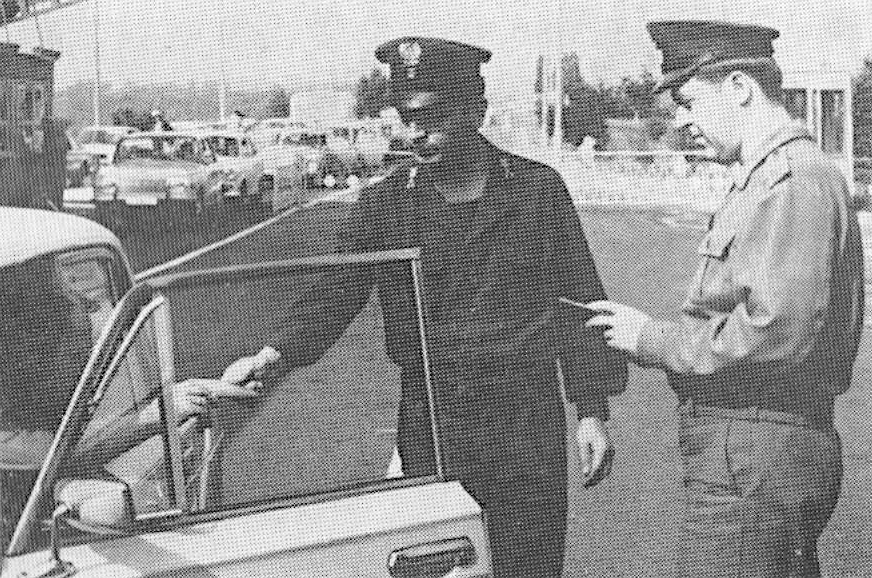
Przejście graniczne Świecko-Frankfurt. Wspólna odprawa graniczna (żołnierz GPK Świecko) i celna (funkcjonariusz UC) podróżnych. (lata 70.)

Po rozformowaniu Lubuskiej Brygady WOP, 1 listopada 1989 GPK Świecko została włączona w struktury Pomorskiej Brygady WOP w Szczecinie i tak funkcjonowała do 15 maja 1991.
Straż Graniczna:
Po rozwiązaniu Wojsk Ochrony Pogranicza, z dniem 16 maja 1991 Graniczna Placówka Kontrolna Świecko weszła w podporządkowanie Lubuskiego Oddziału Straży Granicznej w Krośnie Odrzańskim i przyjęła nazwę Graniczna Placówka Kontrolna Straży Granicznej w Świecku (GPK SG w Świecku).
Jako Graniczna Placówka Kontrolna Straży Granicznej w Świecku funkcjonowała do 23 sierpnia 2005 i 24 sierpnia 2005 Ustawą z 22 kwietnia 2005 O zmianie ustawy o Straży Granicznej... została przekształcona na Placówkę Straży Granicznej w Świecku (PSG w Świecku) w strukturach Lubuskiego Oddziału Straży Granicznej.

## Ochrona granicy
- 1972 – 18 lutego przedstawiciele organów granicznych i celnych PRL i NRD podpisali protokół o wprowadzeniu wspólnej kontroli granicznej i celnej na przejściach granicznych: Słubice-Frankfurt, Gubin-Wilhelm Pieck-Stad Guben. Postanowienia o wspólnej kontroli granicznej rozciągnięto później na pozostałe przejścia na granicy zachodniej[9].

### Podległe przejście graniczne
Stan z 1962
- Świecko-Frankfurt (drogowe)

Straż Graniczna:
Stan z 1997
- Miłów-Eisenhüttenstadt (rzeczne)
- Świecko-Frankfurt (drogowe)
- Słubice-Frankfurt (rzeczne)
- Słubice-Frankfurt (drogowe).

## Wydarzenia
- 13 grudnia 1981–22 lipca 1983 – (stan wojenny w Polsce), po wprowadzeniu ograniczeń w ruchu granicznym część niewykorzystanej kadry GPK przerzucono do strażnic w celu wspomożenia bezpośredniej ochrony granicy. W stan gotowości były postawione pododdziały odwodowe[11].

## Dowódcy granicznej placówki kontrolnej
- ppłk Stanisław Pajączkowski[12]
- ppłk Jan Winnik[12] (11.06.1973[c]–28.02.1985[d])[13]
- ppłk Marian Kacprzak[12]
- ppłk Wiesław Wrzosek[12].